# 道覺入道親王
道覺入道親王（1204年—1250年2月13日），俗名朝仁，別名西山宮，是日本鎌倉時代初期的皇族和天台宗僧人，生父母是後鳥羽天皇和尾張局；他也是天台宗的天台座主和青蓮院的門跡。

## 經歷
承元二年（1208年）接受親王宣下，賜名朝仁。建保四年（1216年）出家，向慈圓、慈賢、真性學習佛法。寶治元年（1247年）就任天台座主，翌年（寶治二年、1248年）繼承青蓮院門跡。
| 宗教頭銜    | 宗教頭銜                                    | 宗教頭銜          |
| ----------- | ------------------------------------------- | ----------------- |
| 前任： 慈源 | 曼殊院門跡 第21世                           | 繼任： 最守       |
| 前任： 慈源 | 天台座主 第80世 1247年5月1日–1249年10月12日 | 繼任： 尊覺法親王 |